# Tỉnh (Uruguay)
Bản mẫu:Chính trị Uruguay
Nguyên thủy khi lập quốc (1816) thì Uruguay có sáu tỉnh bộ:
1. Canelones,
2. Colonia,
3. Maldonado,
4. Montevideo,
5. San José và
6. Soriano.

Đến thế kỷ 21 thì phân chia hành chánh chia cả nước thành 19 tỉnh bộ (tiếng Tây Ban Nha: departamento) (lỵ sở trong ngoặc đơn):
1. Artigas (Artigas). Tỉnh này thành lập vào năm 1884 từ một phần của tỉnh Salto. Đây là tỉnh duy nhất của Uruguay giáp với cả hai nước Brasil và Argentina.
2. Canelones (Canelones). Một trong 6 tỉnh đầu tiên của đất nước, thành lập năm 1816. Tên ban đầu là tỉnh Villa de Guadalupe.
3. Cerro Largo (Melo). Thành lập năm 1821.
4. Colonia (Colonia del Sacramento). Một trong 6 tỉnh nguyên thủy, thành lập năm 1816.
5. Durazno (Durazno). Thành lập năm 1822. Tên ban đầu là tỉnh Entre Ríos y Negro.
6. Flores (Trinidad). Thành lập năm 1885, tách ra từ tỉnh San José.
7. Florida (Florida). Thành lập năm 1856, tác ra từ tỉnh San José.
8. Lavalleja (Minas).  Thành lập năm 1837. Trước năm 1927 có tên là tỉnh Minas.
9. Maldonado (Maldonado). Một trong 6 tỉnh ban đầu, thành lập năm 1816. Tên ban đầu là San Fernando de Maldonado.
10. Montevideo (Montevideo). Một trong 6 tỉnh ban đầu, thành lập năm 1816.
11. Paysandú (Paysandú). Thành lập năm 1820.
12. Río Negro (Fray Bentos). Thành lập năm 1868, tách ra từ tỉnh Paysandú.
13. Rivera (Rivera). Thành lập năm 1884, tách ra từ tỉnh Tacuarembó.
14. Rocha (Rocha). Tách ra từ tỉnh Maldonado.
15. Salto (Salto). Thành lập năm 1837.
16. San José (San José de Mayo). Một trong 6 tỉnh ban đầu, thành lập năm 1816.
17. Soriano (Mercedes). Một trong 6 tỉnh ban đầu, thành lập năm 1816. Tên ban đầu là  Santo Domingo Soriano.
18. Tacuarembó (Tacuarembó). Thành lập năm 1837.
19. Treinta y Tres (Treinta y Tres). Thành lập năm 1884 từ các khu vực của Cerro Largo (tỉnh) và Lavalleja (tỉnh).

## Dân số và diện tích
| Tỉnh           | Diện tích (km²) | Dân số*   | Lỵ sở                  |
| -------------- | --------------- | --------- | ---------------------- |
| Artigas        | 11.928          | 78.019    | Artigas                |
| Canelones      | 4.536           | 485.028   | Canelones              |
| Cerro Largo    | 13.648          | 86.564    | Melo                   |
| Colonia        | 6.106           | 119.266   | Colonia del Sacramento |
| Durazno        | 11.643          | 58.859    | Durazno                |
| Flores         | 5.144           | 25.104    | Trinidad               |
| Florida        | 10.417          | 68.181    | Florida                |
| Lavalleja      | 10.016          | 60.925    | Minas                  |
| Maldonado      | 4.793           | 140.192   | Maldonado              |
| Montevideo     | 530             | 1.326.064 | Montevideo             |
| Paysandú       | 13.922          | 113.244   | Paysandú               |
| Río Negro      | 9.282           | 53.989    | Fray Bentos            |
| Rivera         | 9.370           | 104.921   | Rivera                 |
| Rocha          | 10.551          | 69.937    | Rocha                  |
| Salto          | 14.163          | 123.120   | Salto                  |
| San José       | 4.992           | 103.104   | San José de Mayo       |
| Soriano        | 9.008           | 84.563    | Mercedes               |
| Tacuarembó     | 15.438          | 90.489    | Tacuarembó             |
| Treinta y Tres | 9.676           | 49.318    | Treinta y Tres         |
| * 2004         |                 |           |                        |

Bản mẫu:Tỉnh Uruguay